# Mamajuana

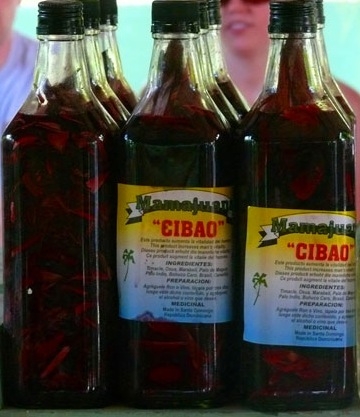
Mamajuana, hergestellt und abgefüllt in der Dominikanischen Republik

Mamajuana ist ein in der Dominikanischen Republik heimisches alkoholisches Getränk.

## Zusammensetzung
Mamajuana wird vorwiegend aus Rotwein, braunem Rum, Honig und einer Mischung von Hölzern und Kräutern hergestellt. Die Zusammensetzung dieser Mischung ist von Region zu Region unterschiedlich, aber die häufigsten Bestandteile sind:
- Petiveria alliacea
- Echter Sternanis (Illicium verum)
- Cissus verticillata
- Basilikum (Ocimum basilicum)
- Cinnamodendron ekmanii
- Securidaca virgata
- Gewürznelkenbaum, Clavo Dulce (ganze Zehe)
- Agavenblätter
- Chiococca alba

Als Alternative zum Rotwein können auch roter Wermut oder Gin Verwendung finden.

## Verwendung
Die auf Hispaniola lebenden Indianer nutzten die Holz- und Kräutermischung als Medizin. Ursprünglich wurde Mamajuana als Tee oder Sud zubereitet. Gegen Kopfschmerzen, Migräne, Übelkeit, vorbeugend zur Stärkung der Abwehrkräfte oder zur Steigerung der männlichen Erektionsfähigkeit wurde Mamajuana als Tee getrunken. Bei Gelenkschmerzen, Rheuma und Muskelschmerzen wurde ein Sud für Umschläge verwendet. Später wurden die ätherische Öle aus der Kräutermischung durch die spanischen Eroberer in Alkohol gelöst. Die Eroberer gaben dem Getränk auch seinen heutigen Namen, der ein Spitzname für die mit Weiden bedeckte Glasballon-Flasche war (im Französischen auch dame-jeanne genannt). Mamajuana ist heute vor allem Genussmittel und wird gern als Digestif genommen. Die Einheimischen meinen aber auch heute noch: „Mamajuana heilt, was immer dich quält“. Sie schwören auf die medizinische Wirkung und preisen es als Potenzmittel.
Mamajuana wird in Deutschland selten mit den Hölzern und Kräutern angeboten, denn wenn die Hölzer länger als beschrieben in der Flasche bleiben, wird das resultierende Getränk bitter. Viele Touristen bringen fertige Holz- und Kräutermischungen aus der Dominikanischen Republik mit nach Hause. Allerdings ist bei diesen Beuteln Vorsicht geboten, denn sie können durchaus verbotene oder gesundheitsschädliche Kräuter beinhalten oder mit Schadstoffen belastet sein. Fertig zubereitete Mamajuanas aus der Flasche werden zwar auch in der Dominikanischen Republik produziert, werden aber in Deutschland kontrolliert und von Laboranalytikinstituten untersucht.